# Андрій Кобила
Андрій Кобила (рос. Андрей Кобыла; пом. після 1347 р.) — відповідно до джерел «Родословця» московський боярин часів Івана Калити і його наступника Симеона Гордого. Перший історично достовірний предок дому Романових. Згідно з родоводами, ім'я по батькові в згаданого тут Андрія було «Іванович». В його повному імені (по батькові) воно згадується в «Енциклопедичному словнику Брокгауза і Єфрона». Проте у «Ростовському синодику» він згадується з по батькові в повному імені як «Олександрович».
У літописах Андрій Кобила згадується лише один раз як слуга під владою князя: в 1347 році він був посланий з м. Москва до м. Твері за нареченою великого князя Симеона Гордого, дочкою князя тверського Олександра Михайловича.

## Родина

На умовних, вигаданих у XVIII ст. гербах родоводів, що походять від Кобили, красується корона з двома під нею хрестами — традиційна емблема м. Гданська в «землі Пруссів»

У Кобили відповідно «родословців» було п'ять синів, родоначальників багатьох боярських і пізніше дворянських прізвищ:
1. Семен Жеребець, родоначальник прізвища «Лодигін», «Коновніцин» (згодом графи), «Горбунов»[6] і згаслих гілок родоводу — «Кокорев» і «Образцов»;
2. Олександр Йолка, родоначальник прізищ «Количов», «Хлуденєв», «Стербєєв» і «Неплюєв»[6];
3. Василь Івантей або Василь Вантей — згідно родословців бездітний;
4. Гавриїл Гавша — мав двох синів: Бориса та Андрія. У Андрія Гаврилова було четверо дітей: Федір Боборика, Василь Мокрий, Борис і Іван. Василь Мокрий залишився бездітним, а від Федора Боборики вийшла окрема гілка дворянського роду «Боборикін». Федір Боборика мав шістьох дітей: Федора, Семена, Родіона, Івана, Андрія та Микиту. Федір Федорович мав п'ятьох синів, серед яких був Андрій Большой. У Андрія Большого було чотири сини. Одним із синів був Борис Андрійович, від якого народився п'ятий син Сава. Син Сави, Василь, мав сина Федора Васильовича, від якого народився Роман Федорович Боборикін, котрий заснував місто Тамбов в 1636 році[6];
5. Федір Кошка, родоначальник Романових, Шерємєтєвих (згодом графи), Рахманіних, Яковлєвих (включно — Герцен) і згаслих гілок родоводу «Голтяєв» і «Беззубцев».

Авантюрна легенда про буцімто походження Кобили від королів прусських виникла лишень у XVIII столітті. Всупереч правилам геральдики та генеалогії, символіка з'явилася на емблемах та гербах вищеназваних прізвищ (за винятком гербу Романових).

## У художній літературі
Андрій Кобила є одним з діючих осіб у циклі історичних романів Д. М. Балашова «Государі Московські», в якому письменник передбачає костромське походження вказаного Андрія.